# 尹丽川
尹丽川（1973年—），中国诗人、作家、导演。祖籍江蘇，出生于重庆，現居北京。毕业于北京大学西語系法語語言文學專業與法國ESEC電影學校。曾為「下半身詩歌」成員，為當代大陸詩壇中「下半身」流派的代表性詩人。
她曾經獲選為中國第五屆華語文學傳媒盛典「2006年年度詩人」提名，而近年來致力於電影工作，她被美國《綜藝》雜誌評為中國電影新勢力中最值得關注的十位青年導演之一。

## 生平
1996年赴法国ESEC电影学校學習纪录片編導。1999年回國。
自2000年開始寫作，體裁包括詩歌、小說、文化評論、隨筆、雜文等各類文體，作品發表於《芙蓉》、《天涯》、《北京文學》、《書城》等雜誌。
2001年出版短篇小說、詩歌、隨筆合集《再舒服一些》；同年11月，擔任獨立電影《哭泣的女人》文學策劃。
2002年出版長篇小說《賤人》，並於同年8月受邀參加瑞典奈舍國際詩歌節。
2004年9月與歌手何勇領取結婚證書；4個月後，兩人離婚。
2006年在中國出版詩集《因果》，並執導長片處女作《公园》，從此開啟她的導演生涯，並憑藉此片入圍第26屆中國電影金鸡奖最佳导演处女座獎；同年，出版小說《在北京生存的100個理由》。
2007年在台灣出版詩集《油漆未乾》。
2008年執導根據阿美小說《李爱和海丽的故事》改編的愛情電影《牛郎织女》，此片於同年入圍坎城戛納電影節「導演雙周」單元， 慕尼黑電影節競賽影片，多倫多電影節「當代電影」單元等。
2010年，參與11度青春系列電影的拍攝，並執導愛情短片《唉》；同年，擔任愛情電影《山楂樹之戀》的編劇。
2011年，自編自導勵志喜劇電影《與時尚同居》。
2015年在中國出版詩集《大門》，該詩集收錄她三個不同寫作階段的作品。

## 作品

### 詩集
- 《因果》（中國，海風出版社2006年9月）。
- 《油漆未乾》（台北，黑眼睛文化2007年10月）
- 《大門》（中國，重慶大學出版社2015年4月）

### 小說
- 《賤人》
- 《十三不靠》
- 《是誰教給我生活的道理》
- 《在北京生存的100個理由》

### 散文
- 《再舒服一些》（北京：中國青年出版社2001年5月）

### 隨筆集
- 《37度8》
- 《再無恥一點》

### 導演作品
- 《公園》
- 《牛郎织女》
- 《出走的决心 》(2024)

- 《11度青春系列電影之唉》
- 《與時尚同居》

### 編劇作品
- 《山楂樹之戀》